# Chlorestes julie
El colibrí de Julia, colibrí pechiverde, colibrí ventrivioleta, colibrí de vientre violeta o tucusito azul (Chlorestes julie) es una especie de ave apodiforme de la familia Trochilidae —los colibríes— perteneciente al género  Chlorestes, anteriormente incluida en el género monotípico Juliamyia.  Es nativa de Colombia, Ecuador, Panamá y Perú y ocasionalmente en Costa Rica.

## Hábitat
Vive en el interior y los bordes del bosque húmedo y en áreas parcialmente abiertas y con arbustos, entre los 600 y 1750 m de altitud.

## Descripción
Mide 8,1 cm de longitud y su pico 13 mm. Presenta dimorfismo sexual. En el macho el plumaje del dorso es verde brillante; la corona y especialmente la garganta, son de color verde dorado resplandeciente y el pecho y el vientre azul a azul violáceo resplandeciente; la cola es de color negro azulado. La hembra es ligeramente más pequeña, con plumaje de color verde en las partes superiores; garganta y pecho gris claro con algunos puntos violeta; vientre blancuzco.

## Alimentación
Su principal alimento es el néctar de flores con corola tubular. Completa su dieta con insectos.